# Otholobium sericeum
Otholobium sericeum là một loài thực vật có hoa trong họ Đậu. Loài này được (Poir.) C.H.Stirt. miêu tả khoa học đầu tiên.